# Скадарське озеро
Скадарське озеро, Шкодер — тектонічне озеро в Чорногорії та Албанії, найбільше на Балканському півострові.
Називається на честь міста Шкодер в північній Албанії.
Площа його поверхні може змінюватися між 370 і 530 км², з яких 2/3 знаходиться в Чорногорії.
Чорногорська частина озера і його навколишньої області були оголошені національним парком ще за часів Югославії (у 1983 році). Це — один з найбільших пташиних заповідників Європи, має 270 різновидів птахів, серед яких, — останні пелікани в Європі.
Тектонічно-карстового походження; глибина до 44 м; витоки річки Буни (впадає до Адріатичного моря); сильні коливання рівня води.
На озері розвинуті судноплавство й рибальство.
Біля південно-східних берегів озера розташоване місто Шкодер.